# 这是我的战争
《這是我的戰爭》（又译作）是波蘭公司11 bit studios於2014年开发的一款獨立电子游戏，其背景設定於1992-96年間，南斯拉夫內戰中稍作架空過的塞拉耶佛圍城戰。不同于多数战争题材游戏，《這是我的戰爭》更关注平民在战争中的经历而非战争前线的战斗。运行在Microsoft Windows、OS X和Linux平台的游戏版本在2014年11月发布，Android和iOS版本在2015年7月14日发布。《童心未泯》擴展包（This War of Mine: The Little Ones）於2016年發售。2017年，游戏引入剧情机制。2019年11月，開發商在遊戲面世五年後推出《完結篇》（This War of Mine: Final Cut）擴展包，將為全作的最後一次更新。

## 概要
《這是我的戰爭》是一个以生存为主题的策略模擬遊戲，玩家控制一组幸存平民生存在战争中的城市——珀格伦（Pogoren）。游戏的主要目标是控制角色通过各种材料和工具在战争中存活下去。大多数玩家控制的角色均無军事背景或戰鬥经验，需要玩家不断的奮鬥以维持生命。玩家的目標是维持角色在健康、饥饿、心情等方面的正常，以存活至战争结束為止。
白天敌方狙击手将阻止幸存者外出探索，从而让玩家只能在避難所中使用收集到的材料制造工具、交易、升級工作臺、補強防禦工事、做饭和治疗角色。晚上玩家则有机会走出去，并收集邻近地区用于维持他们生存的宝贵资源。探索期间玩家控制的角色可能遇见其他NPC幸存者，友善的倖存者可能會尋求援助或交易，由玩家选择是否要幫助這些人以獲得報酬或是杀人越货；而部分具有明顯敵意或是由於你觸怒他們而轉為有敵意的倖存者，你只能選擇偷偷在他們的視線外取得所需的物資或是直接以武器強奪。玩家可以在他们的避难所建造一个收音机来收听实用信息例如天气预警、城市经济市场消息和关于战争的新闻以帮助玩家计划适当的升级并完成任务。
在游戏初期，玩家可控制1-4个角色，玩家做出的行动会改变各个角色在最后的结局类型，每個角色各有六種結局，除了死亡、自杀、出走結局外，倖存的結局有三種。一周目时游戏开始的角色为布鲁诺和帕夫列，另外随机选择马可或卡蒂亚。每个角色有一或两个特点会帮助或妨碍玩家进行游戏。有些特点在某些时刻有帮助，另外的则长期有效。例如布鲁诺有一个名为精通厨技（Good Cook）的特点可以帮助玩家在烹饪时使用更少的食材和水。总共有12个可以供玩家使用的角色。

## 主要角色
- 帕夫列（Pavle）：足球員（移動速度加成）
- 布魯諾（Bruno）：名廚（煮食耗材減少）
- 卡蒂婭（Katia）：記者（貿易談判加成）
- 阿里卡（Arica）：街頭扒手（無聲移動、戰鬥、開鎖）
- 羅曼（Roman）：叛軍逃兵（攻擊力加成）
- 茲拉塔（Zlata）：音樂學院學生（團隊士氣加成）
- 馬可（Marko）：消防員（拾荒速度加成）
- 鮑里斯（Boris）：倉庫工人（血量、背包容量加成）
- 馬林（Marin）：木匠（建造耗材減少）
- 艾米莉亞（Emilia）：律師（降低被襲擊的機率）
- 安東（Anton）：數學家（陷阱效率加成）
- 茨維塔（Cveta）：校長（小童角色士氣加成）

## 开发
游戏的灵感来自波斯尼亚平民在从二战至今最长的围困战——1992年至1996年萨拉热窝围城战役中的经历。 游戏的盗版镜像于2014年11月出现在网络上，开发商对此的应答是开放了一些序列号并鼓励下载者与朋友分享，希望他们在经济条件许可的情况下购买正版。
2015年3月10日，开发商在Steam上新增了一个慈善DLC，此DLC会在游戏场景中增加一些绘画。11 bit studios承诺所有的收入将用于帮助伊拉克战争中的孩子。根据官方于4月3日的简报，此DLC的收入在救援、基础教育和心理援助方面帮助了350名战争中的儿童，贡献最多的玩家地区分别是美国、德国、英国和俄罗斯。
在版本1.3的更新中新增了一个场景编辑器，这个编辑器允许玩家创建和选择角色，改变环境变量和战争总时长设置。
2016年1月29日，一個新擴展包《這是我的戰爭：小家伙》（This War of Mine: The Little Ones）在PlayStation 4和Xbox One上發售，6月1日在Windows上推出。
2016年2月5日，版本2.0.2正式加入了官方的简体中文支持。
2017年11月14日，游戏加入了新DLC《父亲的承诺》（This War of Mine: Stories - Father's Promise），这也是游戏中首次引入剧情机制，该故事讲述了一位渴望带着女儿远离战争恐惧、逃出围城的父亲亚当的故事。
2018年11月14日，游戏加入了新DLC《最后的广播》（This War of Mine: Stories - The Last Broadcast），故事讲述了柏格伦市广播员马利克（Malik）一家在战火中于真相和生存中艰难抉择的故事。
2019年8月6日，游戏加入了第三个也是最后一个剧情DLC《余烬暗燃》（This War of Mine: Stories - Fading Embers），讲述安娜在战区艰难求生，同时要在保护生命与保护文化遗产之间做出选择的故事。
2019年11月15日，經过五年的更新，游戏推出了《这是我的战争：终章》（This War of Mine:Final Cut），在整合以前更新的基础上大幅改善画质与游戏机制，為此系列的完結篇。

## 评价
《這是我的戰爭》收到了许多评论家的好评，在Metacritic赢得了83分的专业评价。据报道，游戏在开始销售的两天内就收回了所有的开发成本。
在2015年独立游戏节上，《这是我的战争》获得了塞尤玛斯·麦克纳利奖和最佳叙事奖提名，并最终赢得观众奖（Audience Award）。

## 慈善
2022年2月24日，俄羅斯入侵烏克蘭，11 bit studios當日宣布將《這是我的戰爭》3月2日前所得利潤全數捐予烏克蘭紅十字會，直接支援戰爭受害者。